# هانس باروخ
هانس باروخ (بالإنجليزية: Hans Baruch)‏ هو مخترِع أمريكي، ولد في 16 سبتمبر 1925، وتوفي في 6 يونيو 2013.